# CMLL Show Aniversario 83
CMLL Show Aniversario 83 fue un evento de pago por visión de lucha libre profesional producido por Consejo Mundial de Lucha Libre. Tuvo lugar el 2 de septiembre de 2016 desde la Arena México en Ciudad de México.
El evento presentó dos Lucha de Apuestas separadas. En la primera lucha, Dragon Lee y La Máscara donde ambos luchadores pusieron su máscara en juego, al final Dragon Lee cubrió La Máscara, forzando a La Máscara a desenmascarar y en la segunda lucha, con Rey Bucanero derrotando a Súper Crazy lo que obligó a Crazy a raparse. El espectáculo presentó cuatro luchas adicionales, incluso una lucha por el Campeonato Mundial de Tríos del CMLL.

## Resultados
- La Amapola, Dalys la Caribeña y Zeuxis derrotaron a Lluvia, Marcela y Princesa Sugehit.
  - Caribeña cubrió a Marcela después de un «Powerbomb».
- Marco Corleone, Máximo Sexy y Stuka Jr. derrotaron a Los Hijos del Infierno (Ephesto & Mephisto) y Shocker.
  - Sexy cubrió a Mephisto después de un «3’43».
- Rey Bucanero derrotó a Súper Crazy en una lucha de Cabellera vs. Cabellera.
  - Bucanero forzó a Crazy a rendirse con un «12’17».
  - Como consecuencia, Crazy fue rapado.
- Atlantis, Carístico y Máscara Dorada derrotaron a La Peste Negra (Bárbaro Cavernario, El Felino & Negro Casas).
  - Atlantis forzó a Casas a rendirse con un «Atlántida».
- El Sky Team (Místico, Valiente & Volador Jr.) derrotaron a Los Guerreros Lagunero (Euforia, Gran Guerrero & Último Guerrero) y retuvieron el Campeonato Mundial de Tríos del CMLL.
  - Volador cubrió a Último después de un «Backstabber».
- Dragon Lee derrotó a La Máscara en una Lucha de Máscara vs. Máscara.
  - Lee cubrió a Máscara después de un «Dragon Driver».
  - Como consecuencia, La Máscara perdió su máscara.
  - La identidad de La Máscara era: el luchador se llama Felipe de Jesús Alvarado Mendoza y su lugar de origen es de la Ciudad de México.